# Pholidota mediocris
Pholidota mediocris là một loài thực vật có hoa trong họ Lan. Loài này được de Vogel miêu tả khoa học đầu tiên năm 1988.